# Dänische Badmintonmeisterschaft 1939
Die Dänische Badmintonmeisterschaft 1939 fand in Kopenhagen statt. Es war die neunte Austragung der nationalen Titelkämpfe im Badminton in Dänemark.

## Titelträger
| Disziplin    | Sieger                                    |
| ------------ | ----------------------------------------- |
| Herreneinzel | Conny Jepsen, Skovshoved IF               |
| Dameneinzel  | Tonny Olsen, Gentofte BK                  |
| Herrendoppel | Gunnar Holm Niels Kjems, Skovshoved IF    |
| Damendoppel  | Bodil Rise Tonny Olsen, Gentofte BK       |
| Mixed        | Tage Madsen Ruth Dalsgaard, Skovshoved IF |